# Ober Neustift
Ober Neustift ist eine Ortschaft und als Oberneustift eine Katastralgemeinde der Stadtgemeinde Groß Gerungs im Bezirk Zwettl in Niederösterreich.

## Geschichte
Laut Adressbuch von Österreich waren im Jahr 1938 in Ober Neustift ein Tischler und einige Landwirte mit Direktvertrieb ansässig.

## Siedlungsentwicklung
Zum Jahreswechsel 1979/1980 befanden sich in der Katastralgemeinde Oberneustift insgesamt 81 Bauflächen mit 30.467 m² und 15 Gärten auf 9.691 m², 1989/1990 gab es 81 Bauflächen. 1999/2000 war die Zahl der Bauflächen auf 213 angewachsen und 2009/2010 bestanden 146 Gebäude auf 275 Bauflächen.
Am Ober-Neustifter Steinberg liegt der Stufenkegel im Waldviertel.

## Bodennutzung
Die Katastralgemeinde ist landwirtschaftlich geprägt. 445 Hektar wurden zum Jahreswechsel 1979/1980 landwirtschaftlich genutzt und 265 Hektar waren forstwirtschaftlich geführte Waldflächen. 1999/2000 wurde auf 405 Hektar Landwirtschaft betrieben und 296 Hektar waren als forstwirtschaftlich genutzte Flächen ausgewiesen. Ende 2018 waren 381 Hektar als landwirtschaftliche Flächen genutzt und Forstwirtschaft wurde auf 300 Hektar betrieben. Die durchschnittliche Bodenklimazahl von Oberneustift beträgt 20,3 (Stand 2010).